# Општина Бозович
Општина Бозович (рум. Comuna Bozovici) је општина у округу Караш-Северин у Румунији. Седиште општине је насеље Бозович.
Општина се простире на површини од 19.505,38 хектара што је чини осмом највећом у округу Караш-Северин.

## Становништво
Према попису из 2021. у општини Бозович живело је 2.506 становника што је за 418 мање (-14,30%) у односу на попис из 2011. када је било 2.924 становника.
| Етнички састав према попису из 2021.‍ | Етнички састав према попису из 2021.‍ | Етнички састав према попису из 2021.‍ | Етнички састав према попису из 2021.‍ | Етнички састав према попису из 2021.‍ |
| ------------------------------------ | ------------------------------------ | ------------------------------------ | ------------------------------------ | ------------------------------------ |
|                                      |                                      |                                      |                                      |                                      |
| Румуни                               | Румуни                               |                                      | 2.163                                | 86,31%                               |
| Роми                                 | Роми                                 |                                      | 137                                  | 5,47%                                |
| Чеси                                 | Чеси                                 |                                      | 21                                   | 0,84%                                |
| Мађари                               | Мађари                               |                                      | 7                                    | 0,28%                                |
| Немци                                | Немци                                |                                      | 3                                    | 0,12%                                |
| Остали                               | Остали                               |                                      | 3                                    | 0,12%                                |
| Непознато                            | Непознато                            |                                      | 172                                  | 6,86%                                |

### Насеља
Општина се састоји из 4 насеља: Бозович, Ваља Минишулуј, Поњаска и Прилипец. Највеће насеље је Бозович које је и седиште општине, а најмање Ваља Минишулуј.
| Назив            | Румунски назив | Становништво | Становништво |
| Назив            | Румунски назив | 2011.        | 2021.        |
| ---------------- | -------------- | ------------ | ------------ |
| Бозович          |                | 2.183        | 1.853        |
| Ваља Минишулуј   |                | 6            | 3            |
| Поњаска          |                | 13           | 8            |
| Прилипец         |                | 722          | 642          |
| Општина Бозовичи |                | 2.924        | 2.506        |